# 1955年イタリアグランプリ
1955年イタリアグランプリ (1955 Italian Grand Prix) は、1955年のF1世界選手権第7戦（最終戦）として、1955年9月11日にモンツァ・サーキットで開催された。

## レース概要
ル・マン24時間レースの大惨事の影響でフランス、ドイツ、スイス、スペインの各GPがキャンセルされたことにより、当レースを待たずしてファン・マヌエル・ファンジオの2年連続3度目のドライバーズチャンピオンが確定した。
モンツァ・サーキットはこの年改修され、最終コーナーの「パラボリカ」に微修正を加えた5.750kmのロードコースと、バンク外周部分の高さを10mに引き上げた4.250kmのオーバルコースを併用した複合コースのレイアウトとなった。
メルセデスは4台をエントリーさせ、ファンジオとスターリング・モスにストリームラインのW196を用意し、カール・クリングとピエロ・タルッフィには通常のオープンホイールタイプのW196が与えられた。
メルセデスやマセラティの後塵を拝し苦戦が続いていたフェラーリは、F1から撤退したランチアからマシン（D50）とレース資材一切を譲り受け、フィアットが今後5年間フェラーリに資金援助するという合意がなされ、当レースからD50を持ち込んだ。しかし、フリー走行でジュゼッペ・ファリーナのタイヤのトレッドが250km/hで吹き飛ぶアクシデントが起こり、翌日も同じ症状が出た。このためD50の使用は見送られ、従来の555のみ決勝に参加した。なお、ファリーナは当レースが最後のF1参戦となった。
レースは序盤からメルセデス4台がリードする。モスが跳ね石でウィンドスクリーンを割ったためピットインを強いられたが、わずか25秒で交換を終えて周囲を唖然とさせた。モスは再び追い上げにかかったものの、リアアクスルが壊れてリタイアとなった。バンピーな舗装のオーバルコースにより各車の足回りは痛めつけられ、クリングにもリアアクスルのトラブルが発生した。ファンジオとタルッフィは最後まで走り切りワン・ツー・フィニッシュを達成した。奮闘の走りを見せたフェラーリのエウジェニオ・カステロッティが3位表彰台を獲得、ストリームラインを採用したマセラティのジャン・ベーラが4位に入賞した。
メルセデスはこの年をもってモータースポーツからの撤退を表明した。レースにかかりきりだったエンジニアたちを市販車に専念させる必要性から撤退は既定路線だったが、ル・マン24時間レースの大惨事の当事者となってしまったことが撤退する直接の原因だったとして語られることが一般的には多い。メルセデスがF1に復帰するのはエンジンサプライヤーとして1994年、コンストラクターとして2010年まで待たなければならなかった。なお、メルセデスが次にワン・ツー・フィニッシュを達成したのは59年後の2014年マレーシアGPである。

## エントリーリスト
| No.     | ドライバー                     | エントラント                           | コンストラクター         | シャシー | エンジン                   | タイヤ |
| ------- | ------------------------------ | -------------------------------------- | ------------------------ | -------- | -------------------------- | ------ |
| 2       | ジュゼッペ・ファリーナ         | スクーデリア・フェラーリ               | ランチア                 | D50      | ランチア DS50 2.5L V8      | E      |
| 4       | エウジェニオ・カステロッティ 1 | スクーデリア・フェラーリ               | フェラーリ               | 555      | フェラーリ Tipo555 2.5L L4 | E      |
| 6       | マイク・ホーソーン             | スクーデリア・フェラーリ               | フェラーリ               | 555      | フェラーリ Tipo555 2.5L L4 | E      |
| 8       | モーリス・トランティニアン     | スクーデリア・フェラーリ               | フェラーリ               | 555      | フェラーリ Tipo555 2.5L L4 | E      |
| 10      | ルイジ・ヴィッロレージ         | スクーデリア・フェラーリ               | ランチア                 | D50      | ランチア DS50 2.5L V8      | E      |
| 12      | ウンベルト・マグリオーリ       | スクーデリア・フェラーリ               | フェラーリ               | 555      | フェラーリ Tipo555 2.5L L4 | E      |
| 14      | ピエロ・タルッフィ             | ダイムラー・ベンツ                     | メルセデス               | W196     | メルセデス M196 2.5L L8    | C      |
| 16      | スターリング・モス             | ダイムラー・ベンツ                     | メルセデス               | W196 2   | メルセデス M196 2.5L L8    | C      |
| 18      | ファン・マヌエル・ファンジオ   | ダイムラー・ベンツ                     | メルセデス               | W196 2   | メルセデス M196 2.5L L8    | C      |
| 20      | カール・クリング               | ダイムラー・ベンツ                     | メルセデス               | W196     | メルセデス M196 2.5L L8    | C      |
| 22      | ヘルナンド・ダ・シルバ・ラモス | エキップ・ゴルディーニ                 | ゴルディーニ             | T16      | ゴルディーニ 23 2.5L L6    | E      |
| 24      | ジャン・ルーカス               | エキップ・ゴルディーニ                 | ゴルディーニ             | T32      | ゴルディーニ 25 2.5L L8    | E      |
| 26      | ジャック・ポレー               | エキップ・ゴルディーニ                 | ゴルディーニ             | T16      | ゴルディーニ 23 2.5L L6    | E      |
| 28      | ロベルト・ミエレス             | オフィシーネ・アルフィエリ・マセラティ | マセラティ               | 250F     | マセラティ 250F1 2.5L L6   | P      |
| 30      | ルイジ・ムッソ                 | オフィシーネ・アルフィエリ・マセラティ | マセラティ               | 250F     | マセラティ 250F1 2.5L L6   | P      |
| 32      | ピーター・コリンズ             | オフィシーネ・アルフィエリ・マセラティ | マセラティ               | 250F     | マセラティ 250F1 2.5L L6   | P      |
| 34      | カルロス・メンディテギー       | オフィシーネ・アルフィエリ・マセラティ | マセラティ               | 250F     | マセラティ 250F1 2.5L L6   | P      |
| 36      | ジャン・ベーラ                 | オフィシーネ・アルフィエリ・マセラティ | マセラティ               | 250F 2   | マセラティ 250F1 2.5L L6   | P      |
| 38      | ホレース・グールド             | オフィシーネ・アルフィエリ・マセラティ | マセラティ               | 250F     | マセラティ 250F1 2.5L L6   | P      |
| 40      | ジョン・フィッチ               | スターリング・モス・リミテッド         | マセラティ               | 250F     | マセラティ 250F1 2.5L L6   | D      |
| 42      | ハリー・シェル                 | ヴァンウォール・プロダクツ・リミテッド | ヴァンウォール           | VW55     | ヴァンウォール 254 2.5L L4 | P      |
| 44      | ケン・ウォートン               | ヴァンウォール・プロダクツ・リミテッド | ヴァンウォール           | VW55     | ヴァンウォール 254 2.5L L4 | P      |
| 46      | ルイジ・ピオッティ             | スクーデリア・ヴォルピーニ             | アルザーニ・ヴォルピーニ | F1       | マセラティ 4CLT 2.5L L4    | P      |
| ソース: |                                |                                        |                          |          |                            |        |

追記
- ^1 - カステロッティは予選でランチア・D50も使用した
- ^2 - ストリームラインのシャシーを使用

## 結果

### 予選
| 順位    | No. | ドライバー                     | コンストラクター                    | タイム  | 差     |
| ------- | --- | ------------------------------ | ----------------------------------- | ------- | ------ |
| 1       | 18  | ファン・マヌエル・ファンジオ   | メルセデス                          | 2:46.5  | —      |
| 2       | 16  | スターリング・モス             | メルセデス                          | 2:46.8  | + 0.3  |
| 3       | 20  | カール・クリング               | メルセデス                          | 2:48.3  | + 1.8  |
| 4       | 4   | エウジェニオ・カステロッティ   | フェラーリ                          | 2:49.6  | + 3.1  |
| 5       | 2   | ジュゼッペ・ファリーナ         | ランチア                            | 2:49.9  | + 3.4  |
| 6       | 36  | ジャン・ベーラ                 | マセラティ                          | 2:50.1  | + 3.6  |
| 7       | 28  | ロベルト・ミエレス             | マセラティ                          | 2:51.1  | + 4.6  |
| 8       | 10  | ルイジ・ヴィッロレージ         | ランチア                            | 2:51.6  | + 5.1  |
| 9       | 14  | ピエロ・タルッフィ             | メルセデス                          | 2:51.8  | + 5.3  |
| 10      | 30  | ルイジ・ムッソ                 | マセラティ                          | 2:52.2  | + 5.7  |
| 11      | 32  | ピーター・コリンズ             | マセラティ                          | 2:55.3  | + 8.8  |
| 12      | 12  | ウンベルト・マグリオーリ       | フェラーリ                          | 2:55.4  | + 8.9  |
| 13      | 42  | ハリー・シェル                 | ヴァンウォール                      | 2:55.5  | + 9.0  |
| 14      | 6   | マイク・ホーソーン             | フェラーリ                          | 2:56.2  | + 9.7  |
| 15      | 8   | モーリス・トランティニアン     | フェラーリ                          | 2:56.3  | + 9.8  |
| 16      | 34  | カルロス・メンディテギー       | マセラティ                          | 2:58.4  | + 11.9 |
| 17      | 44  | ケン・ウォートン               | ヴァンウォール                      | 2:59.5  | + 13.0 |
| 18      | 22  | ヘルナンド・ダ・シルバ・ラモス | ゴルディーニ                        | 2:59.8  | + 13.3 |
| 19      | 26  | ジャック・ポレー               | ゴルディーニ                        | 2:59.9  | + 13.4 |
| 20      | 40  | ジョン・フィッチ               | マセラティ                          | 3:03.1  | + 16.6 |
| 21      | 38  | ホレース・グールド             | マセラティ                          | 3:05.2  | + 18.7 |
| 22      | 24  | ジャン・ルーカス               | ゴルディーニ                        | 3:15.9  | + 29.4 |
| 23      | 46  | ルイジ・ピオッティ             | アルザーニ・ヴォルピーニ-マセラティ | No Time |        |
| ソース: |     |                                |                                     |         |        |

### 決勝
| 順位    | No. | ドライバー                     | コンストラクター                    | 周回数 | タイム/リタイア原因 | グリッド | ポイント |
| ------- | --- | ------------------------------ | ----------------------------------- | ------ | ------------------- | -------- | -------- |
| 1       | 18  | ファン・マヌエル・ファンジオ   | メルセデス                          | 50     | 2:25:04.4           | 1        | 8        |
| 2       | 14  | ピエロ・タルッフィ             | メルセデス                          | 50     | +0.7                | 9        | 6        |
| 3       | 4   | エウジェニオ・カステロッティ   | フェラーリ                          | 50     | +46.2               | 4        | 4        |
| 4       | 36  | ジャン・ベーラ                 | マセラティ                          | 50     | +3:57.5             | 6        | 3        |
| 5       | 34  | カルロス・メンディテギー       | マセラティ                          | 49     | +1 Lap              | 16       | 2        |
| 6       | 12  | ウンベルト・マグリオーリ       | フェラーリ                          | 49     | +1 Lap              | 12       |          |
| 7       | 28  | ロベルト・ミエレス             | マセラティ                          | 48     | +2 Laps             | 7        |          |
| 8       | 8   | モーリス・トランティニアン     | フェラーリ                          | 47     | +3 Laps             | 15       |          |
| 9       | 40  | ジョン・フィッチ               | マセラティ                          | 46     | +4 Laps             | 20       |          |
| 10      | 6   | マイク・ホーソーン             | フェラーリ                          | 38     | ギアボックス        | 14       |          |
| Ret     | 20  | カール・クリング               | メルセデス                          | 32     | ギアボックス        | 3        |          |
| Ret     | 30  | ルイジ・ムッソ                 | マセラティ                          | 31     | ギアボックス        | 10       |          |
| Ret     | 38  | ホレース・グールド             | マセラティ                          | 31     | サスペンション      | 21       |          |
| Ret     | 16  | スターリング・モス             | メルセデス                          | 27     | エンジン            | 2        | 1        |
| Ret     | 26  | ジャック・ポレー               | ゴルディーニ                        | 26     | エンジン            | 19       |          |
| Ret     | 22  | ヘルナンド・ダ・シルバ・ラモス | ゴルディーニ                        | 23     | 燃料システム        | 18       |          |
| Ret     | 32  | ピーター・コリンズ             | マセラティ                          | 22     | サスペンション      | 11       |          |
| Ret     | 42  | ハリー・シェル                 | ヴァンウォール                      | 7      | サスペンション      | 13       |          |
| Ret     | 24  | ジャン・ルーカス               | ゴルディーニ                        | 7      | エンジン            | 22       |          |
| Ret     | 44  | ケン・ウォートン               | ヴァンウォール                      | 0      | インジェクション    | 17       |          |
| DNS     | 2   | ジュゼッペ・ファリーナ         | ランチア                            |        | タイヤ              | 5        |          |
| DNS     | 10  | ルイジ・ヴィッロレージ         | ランチア                            |        | タイヤ              | 8        |          |
| DNS     | 46  | ルイジ・ピオッティ             | アルザーニ・ヴォルピーニ-マセラティ |        | エンジン            |          |          |
| ソース: |     |                                |                                     |        |                     |          |          |

追記
- ^1 – ファステストラップの1点を含む

## ランキング
ドライバーズ・チャンピオンシップ
|   | 順位 | ドライバー                   | ポイント |
| - | ---- | ---------------------------- | -------- |
|   | 1    | ファン・マヌエル・ファンジオ | 40 (41)  |
|   | 2    | スターリング・モス           | 23       |
| 3 | 3    | エウジェニオ・カステロッティ | 12       |
| 1 | 4    | モーリス・トランティニアン   | 11 1⁄3   |
| 1 | 5    | ジュゼッペ・ファリーナ       | 10 1⁄3   |

- 注:  トップ5のみ表示。ベスト5戦のみがカウントされる。ポイントは有効ポイント、括弧内は総獲得ポイント。